# Idaea pygmaeata
Idaea pygmaeata är en fjärilsart som beskrevs av W. Warren 1901. Idaea pygmaeata ingår i släktet Idaea och familjen mätare. Inga underarter finns listade i Catalogue of Life.